# Railhobby
Railhobby is een Nederlands tijdschrift voor modelspoor- en spoorwegliefhebbers.
Het tijdschrift behandelt tien keer per jaar het verleden, heden en toekomst van modelspoor en spoorwegen binnen en buiten Nederland. Daarnaast bevat Railhobby vaste rubrieken zoals Rail Actueel, Reportage, Railtest, Doen en Techniek. Het tijdschrift verschijnt zowel op papier als in de vorm van een digitaal tijdschrift met archief sinds 1990. Naast de reguliere uitgaven worden sinds 2018 twee specials uitgegeven, waaronder een Neurenbergspecial.
Railhobby is opgericht door de Stichting Railhobby. De stichting verzorgde onafhankelijk de redactie van dit tijdschrift. Wegener is jarenlang de uitgever van Railhobby geweest, tot het tijdschrift in 2000 is verkocht aan Uitgeverij Scala te Amersfoort. Naar eigen zeggen bereikte Railhobby in 2018 iedere maand ongeveer 40.000 lezers.